# Celebration (Lied)
Celebration ist ein Lied der US-amerikanischen Band Kool & the Gang, das im September 1980 erschien.

## Entstehung und Veröffentlichung
Geschrieben und produziert wurde das Lied gemeinsam von allen Kool-&-the-Gang-Mitgliedern. Die eigentliche Idee zu dem Titel kam von Ronald Bell, diesem kam bei religiösen Studien die Idee hierzu. Im Koran entdeckte er Passagen, die die Erschaffung Adams und das Lobpreisen der Engel beschreiben. Dies brachte ihn auf die der Grundbedeutung des Songs: „Jeder auf der ganzen Welt, komm, lass uns feiern.“ Bei der Produktion erhielt die Band Unterstützung durch Eumir Deodato.
Die Erstveröffentlichung von Celebration erfolgte am 20. September 1980 bei De-Lite Records, als Teil vom zwölften Kool-&-the-Gang-Album Celebrate! (Katalognummer: DSR-9518). Im Folgemonat erschien das Lied als Singleauskopplung aus dem Album. Diese erschien unter anderem als 7″-Single mit der B-Seite Morning Star (Katalognummer: DE 807).

## Rezeption
Das Lied wurde auch gespielt nach der Geiselnahme von Teheran 1981, als die Geiseln zurück in ihre Heimat kamen. Es wurde in dem Film Muppets aus dem All (1999) von Gonzo gesungen und ist in der Episode Everybody Hates Tattaglia der Serie Alle hassen Chris sowie in der Episode Grandpa gegen sexuelles Versagen der Serie Die Simpsons zu hören.
Im März 2021 wurde das Lied in das National Recording Registry aufgenommen.

## Kommerzieller Erfolg

### Chartplatzierungen
| ChartsChartplatzierungen       | Höchstplatzierung | Wochen |
| ------------------------------ | ----------------- | ------ |
| Deutschland (GfK)              | 17 (25 Wo.)       | 25     |
| Schweiz (IFPI)                 | 6 (7 Wo.)         | 7      |
| Vereinigte Staaten (Billboard) | 3 (30 Wo.)        | 30     |
| Vereinigtes Königreich (OCC)   | 7 (13 Wo.)        | 13     |

| ChartsJahrescharts (1981)      | Platzierung |
| ------------------------------ | ----------- |
| Deutschland (GfK)              | 59          |
| Vereinigte Staaten (Billboard) | 6           |

### Auszeichnungen für Musikverkäufe
| Land/Region                  | Auszeichnungen für Musikverkäufe (Land/Region, Auszeichnung, Verkäufe) | Verkäufe  |
| ---------------------------- | ---------------------------------------------------------------------- | --------- |
| Dänemark (IFPI)              | Gold                                                                   | 45.000    |
| Italien (FIMI)               | Gold                                                                   | 50.000    |
| Kanada (MC)                  | Platin                                                                 | 150.000   |
| Neuseeland (RMNZ)            | Platin                                                                 | 30.000    |
| Vereinigte Staaten (RIAA)    | 3× Platin                                                              | 3.000.000 |
| Vereinigtes Königreich (BPI) | Gold                                                                   | 400.000   |
| Insgesamt                    | 3× Gold · 5× Platin ·                                                  | 3.675.000 |

## Coverversionen
- 1992: Kylie Minogue
- 2002: DJ BoBo
- 2005: Ich + Ich (Ich sehe was)
- 2005: Die Lollipops (Spät ins Bett)
- 2023: Culcha Candela (Hymne der Handball-Europameisterschaft der Männer 2024)